# Sivakorn Lertchuchot
Sivakorn Lertchuchot (ศิวกร เลิศชูโชติ), noto anche con lo pseudonimo di Guy (กาย) (Provincia di Surat Thani, 27 agosto 1992), è un attore televisivo thailandese.

## Filmografia

### Televisione
- Kiss: The Series - Rak tong chup - serie TV (2016)
- U-Prince Series - serie TV (2017)
- Slam Dance - Thum fan sanan flo - serie TV (2017)
- SOTUS S: The Series - serie TV (2017-2018)
- My Dear Loser - Rak mai aothan - serie TV (2017-2018)
- Love at First Hate - Man rai khu mai rak - serie TV, in produzione (2018)

## Discografia

### Singoli
- 2017 - Arai gor dai nai jai tur

## Premi e candidature
Dutchie Boys & Girls
- 2014 - Fresh Cheer Boy[1]

Vayupak Convention Center
- 2017 - Miglior riconoscenza[2]